# Бульбоака (Бричанский район)
Бульбоака также Булбоака (рум. Bulboaca) — село в Бричанском районе Молдавии. Относится к сёлам, не образующим коммуну.

## География
Село расположено примерно в 8 км к востоку от города Бричаны. Севернее села проходит молдавско-украинская граница. Через село протекает река Драдиште, на которой образованы пруды. Ближайшие населённые пункты, расположенные на территории Молдавии — сёла Требисоуцы и Корестоуцы. 
Село расположено на высоте 218 метров над уровнем моря.

## Население
По данным переписи населения 2004 года, в селе Бульбоака проживает 1020 человек (499 мужчин, 521 женщина).
Этнический состав села:
| Национальность | Число жителей | Процентный состав |
| -------------- | ------------- | ----------------- |
| молдаване      | 958           | 93,92             |
| украинцы       | 47            | 4,61              |
| русские        | 12            | 1,18              |
| румыны         | 3             | 0,29              |
| Всего          | 1020          | 100 %             |